# Ryan McBride
Ryan McBride (Derry, 15 de dezembro de 1989 – 19 de março de 2017) foi um futebolista norte-irlandês que atuava como zagueiro. McBride atuou desde que se profissionalizou, em 2011, pelo Derry City. Desde 2015 ele era o capitão da equipe.
Em 19 de março de 2017, foi encontrado morto em sua cama, horas após entrar em campo na goleada do Derry City sobre o Drogheda United, pela primeira divisão da irlanda, no dia anterior. A causa de sua morte ainda é desconhecida.

## Conquistas
- League of Ireland Cup (1): 2011[3]
- FAI Cup (1): 2012[3]